# Vive la Bretagne
Vive la Bretagne est une chanson paillarde pour dénigrer la Bretagne.

## Paroles
Ils ont des chapeaux ronds,
Vive la Bretagne !
Ils ont des chapeaux ronds,
Vive les Bretons !
Dans tous les coins de Bretagne,
Dans les fêtes et les pardons,
Tous les gars de la campagne
Fredonnent cette chanson :
Ils ont des chapeaux ronds, …
C'est la coutume en Bretagne,
À la fête du Grand Pardon,
Les filles montent au mât d'cocagne
Décrocher les saucissons…
Ils ont des chapeaux ronds, …
Quand il passe un aéroplane,
Tous les hommes lèvent les yeux,
Quand il passe une jolie femme,
Tous les hommes lèvent la queue…
Ils ont des chapeaux ronds, …
L'autre jour boulevard Saint-Pierre,
J'ai rencontré deux amoureux,
Ils faisaient sur un tas d'pierre,
Ce que les autres ils font chez eux…
Ils ont des chapeaux ronds, …
Sur l'clocher l'coq du village
A toujours la queue au vent,
J'en connais qui dans la ville
Voudraient bien en faire autant…
Ils ont des chapeaux ronds, …
Avec les gars, Antoinette
A fait les cent dix-neuf coups,
Ça ne paye pas ses dettes,
Mais ça bouche toujours son trou…
Ils ont des chapeaux ronds, …
La Marie est bonne ménagère,
Quand elle va faire son marché,
L'aubergine n'est jamais chère,
Pour en faire un godemiché …
Ils ont des chapeaux ronds, …
Trois bandits dans une chaumière,
N'avaient rien pour se chauffer,
Ils chièrent sur la table
Et se chauffèrent à la fumée…
Ils ont des chapeaux ronds, …
Mon grand-père et ma grand-mère
Tous les soirs couchent tout nus,
C'est pour ça que ma grand-mère
A mordu grand-père au cul…
Ils ont des chapeaux ronds, …
Le curé de Saint-Sauveur
Quand il est mort il s'est pendu,
Les oiseaux n'ont pas eu peur
De faire leur nid dans un trou d'son cul.
Ils ont des chapeaux ronds, …
Il paraît qu'en Angleterre
Est un procédé nouveau :
Ils démontent les belles-mères
Pour en faire des chars d'assaut…
Ils ont des chapeaux ronds, …
Il paraît qu'en Angleterre
Ceux qui font caca par terre
On leur coupe le derrière
Pour en faire des pommes de terre…
Ils ont des chapeaux ronds, …
Il paraît qu'en Italie
Ceux qui font pipi au lit,
On leur coupe le zizi
Pour en faire des spaghettis…
Ils ont des chapeaux ronds, …
En revenant de l'Amérique
Sur le bateau du Canada,
Je faisais de la barre fixe
Sur la bête de mon papa…
Ils ont des chapeaux ronds, …
En Afrique les dromadaires
Ont la peau qu'est si tendue,
Que pour fermer les paupières
Ils doivent ouvrir le trou d'leur cul…
Ils ont des chapeaux ronds, …
Napoléon dans un caprice
Fit, d'sa femme, l'impératrice,
Mais les troufions, plus exigeants,
Firent d'un con un adjudant…
Ils ont des chapeaux ronds, …
À Paris les vieilles bigotes
Marchent toujours les yeux baissés,
C'est pour voir dans nos culottes
Si l'chinois n'est pas rel'vé …
Ils ont des chapeaux ronds, …
À l'enterrement de ma grand-mère
J'étais derrière, j'étais devant,
J'étais devant, j'étais derrière,
J'étais tout seul à l'enterrement …
Ils ont des chapeaux ronds, …
En passant par le cimetière
J'ai entendu un mort péter,
Ce qui prouve que sous terre
Ils n'ont pas le cul bouché…
Ils ont des chapeaux ronds, …